# Base aérienne de Tapa
La base aérienne de Tapa (code OACI : EETA) est un aérodrome estonien situé à trois kilomètres de la ville de Tapa.

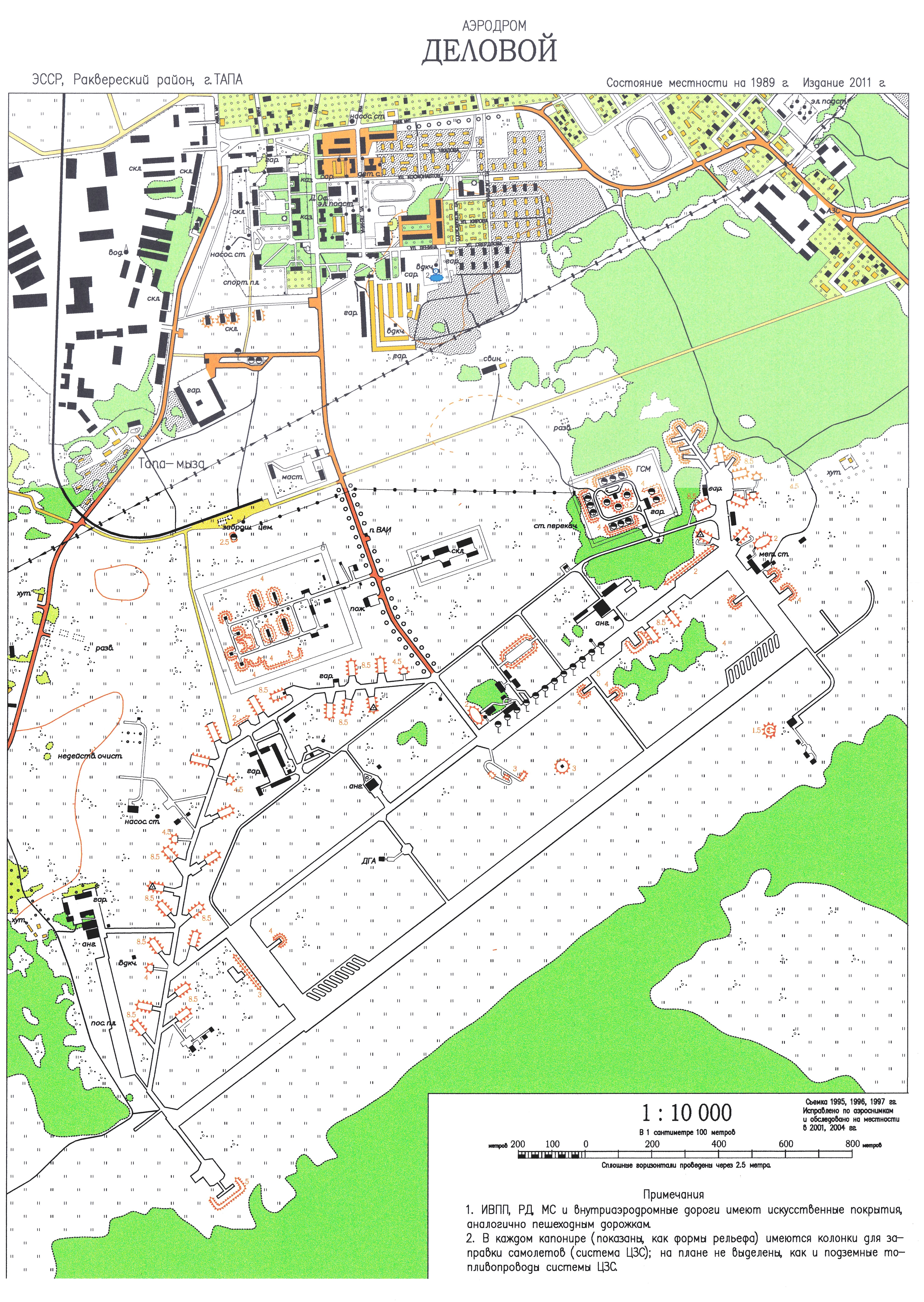
En plan.

## Situation
| Kuressaare Kärdla Pärnu Tallinn Tartu Kihnu Ruhnu Tapa Amari |